# シェンクレングスフェルト
シェンクレングスフェルト (ドイツ語: Schenklengsfeld) はドイツ連邦共和国ヘッセン州カッセル行政管区のヘルスフェルト＝ローテンブルク郡に属す町村（以下、本項では便宜上「町」と記述する）である。

## 地理

### 位置
シェンクレングスフェルトは、北のゾイリングスヴァルトと南のヘッシシェス・ケーゲルシュピールとの間のクッペンレーンの支脈に位置している。約 8 km 西北西にバート・ヘルスフェルトが、約 17 km 南南西にヒューンフェルト（ともに直線距離）がある。この町は肥沃な高原に位置している。西部はフルダ川へ、東部はヴェラ川の谷に下って行く。シェンクレングスフェルト近郊に両河川の分水帯がある。隣接するアイターフェルトで湧出した小川ゾルツ川はバート・ヘルスフェルトでフルダ川に注ぐ。一方、町内で湧出するランスバッハ川はフィリップスタールでヴェラ川に合流する。
町内の最低地点はゾルツ川の川原の海抜 225 m 地点、最高地点は海抜 511 m のランデッカー・ベルクである。

### 隣接する市町村
シェンクレングスフェルトは、北はバート・ヘルスフェルトおよびフリーデヴァルト、東はホーエンローダ（いずれもヘルスフェルト＝ローテンブルク郡）、南はアイターフェルト（フルダ郡）、西はハウネック（ヘルスフェルト＝ローテンブルク郡）と境を接している。

### 自治体の構成
この町は、シェンクレングスフェルト、ディンケルローデ、エルトマンローデ、ヒルメス、コンローデ、ランパーツフェルト、ランダースハウゼン、マルコメス、オーバーレングスフェルト、シェンクゾルツ、ウンターヴァイゼンボルン、ヴェールスハウゼン、ヴィッパースハイン、ヴュルトフェルトの各地区からなる。

## 歴史
シェンクレングスフェルト集落は、800年頃のヘルスフェルト修道院の徴税簿 Breviarium Lulli に Lengesfeld in Thuringia として初めて記録されている。この集落は急速に、代官所、裁判所、役人がいる行政集落に発展した。1688年には絞首台も記録されている。1648年からシェンクレングスフェルトは、アムト・ランデックとともにヘッセン＝カッセル方伯領に属し、改革派を信仰した。ナポレオン支配下のヴェストファーレン王国時代には、シェンクレングスフェルトはランデック小郡の治安裁判所の所在地となった。
1455年にレングスフェルト近郊で薬泉について記述されている。この水源の他にも1688年に2つの目の源泉が湧出した。1688年4月23日から数年間、温泉治療医ゴータのバホッフ博士が運営する、湯治場があった。
1912年から1933年までこの町はヘルスフェルト郡鉄道によってバート・ヘルスフェルトおよびヴェラタールのハイムボルツハウゼンまで鉄道で結ばれていた。現在もかつての駅付近には旧郡鉄道の遺構が遺されている。2009年9月11日にヴェラ＝フルダ鉄道振興会 e.V. は、ヘッセン州立鉄道のハイムボルツハウゼンへの路線区間とともにこの遺構を獲得した。将来的に、保存鉄道の設立を目指している。

### 町村合併
ランパーツフェルトは、早くも1962年4月1日にシェンクレングスフェルトに合併した。1971年と1972年のヘッセン州の自治体再編によって新たな町が形成された。1971年2月1日にコンローデ、オーバーレングスフェルト、ウンターヴァイゼンボルン、ヴェールスハウゼンが合併した。1971年12月31日にディンケルローデ、ランダースハウゼン、マルコメス、シェンクゾルツが合併した。1972年8月1日にエルトマンローデ（ヒューンフェルト郡）、ヒルメス、ヴィッパースハイン、ヴュストフェルトがこれに加わった。

## 住民

### 人口推移
| 年   | 人口（人） |
| ---- | ---------- |
| 1970 | 4,784      |
| 1975 | 4,717      |
| 1981 | 4,577      |
| 1986 | 4,592      |
| 1991 | 4,850      |
| 1995 | 4,944      |
| 2000 | 4,921      |
| 2006 | 4,717      |
| 2011 | 4,614      |
| 2015 | 4,527      |
| 2017 | 4,437      |

## 行政

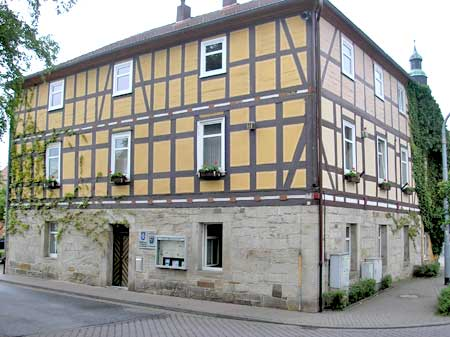
シェンクレングスフェルトの町役場

### 議会
シェンクレングスフェルトの町議会は、23議席からなる。

### 首長
2017年のシェンクレングスフェルトの町長選挙は、10月8日にウード・ランガーとカール・クリストフ・メラーとの間で決選投票が行われ、メラーが 56.3 % の票を獲得して当選した。

### 紋章
図柄: 銀地に枝分かれした緑のセイヨウシナノキの枝。右上（向かって左上）に赤い先広十字。
この紋章は、1955年3月14日にヘッセン州内務省の認可を得た。

## 文化と見所

### 博物館
ユダヤ宗教芸術博物館は1999年からシェンクレングスフェルトにある。この博物館は、シェンクレングスフェルトのユダヤ人コミュニティの旧教師宿舎に入居しており、ユダヤ人の追想・交流の場として設けられた。1912年にユダヤ人会によって建設されたこの住宅は、1996年から1999年に、このために設立されたシェンクレングスフェルト・ユダヤ人教師宿舎保存協会 e.V. によって完全に修復され、1階に専門図書館を併設したセミナー室やシェンクレングスフェルトのユダヤ人小集団の信仰や歴史を紹介する展示室が設けられた。1925年には149人のユダヤ人が住んでいた。これは住民の約 13 % にあたる。この集落にはシナゴーグ、ユダヤ人民族学校があった。また、見応えのあるユダヤ人墓地が遺されている。最後のユダヤ人は1940年の夏にこの村を去った。町は、合計22人がホロコーストの犠牲になったことを証明しており、1988年11月にユダヤ人墓地に記念碑を建立した。

### 建築

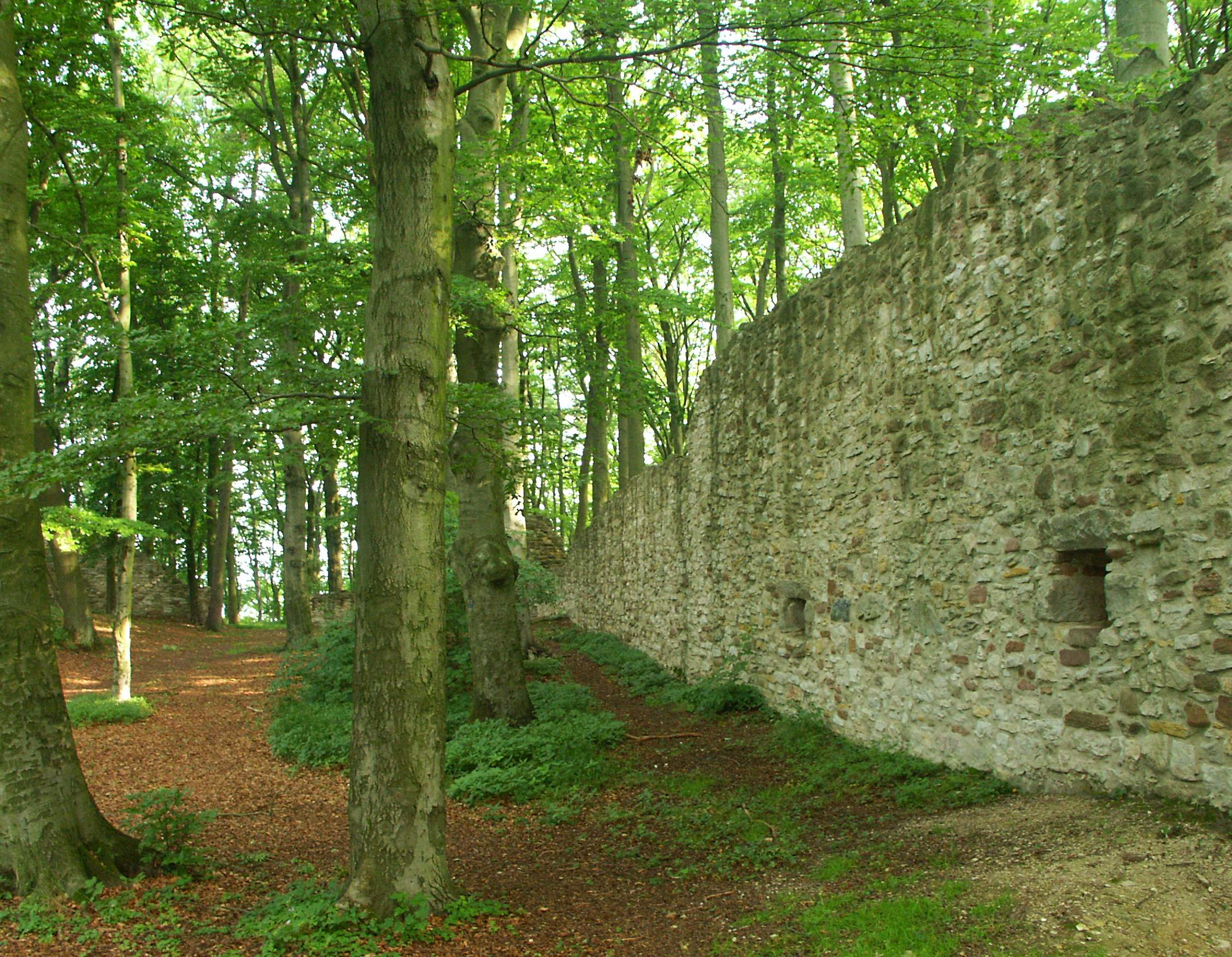
ランデック城の環状壁跡

マウリティウス教会

- ランデッカー・ベルクのランデック城趾: 12世紀の初めにヘルスフェルト修道院（ドイツ語版、英語版）の院長によって建設され、ドイツ農民戦争によって破壊された。
- マウリティウス教会、福音主義シェンクレングスフェルト教会区の母教会。塔（ドイツ語版、英語版）は12世紀、本堂は1736年/40年に建設された。バロック様式の塔の屋根は1822年に造り替えられたものである。

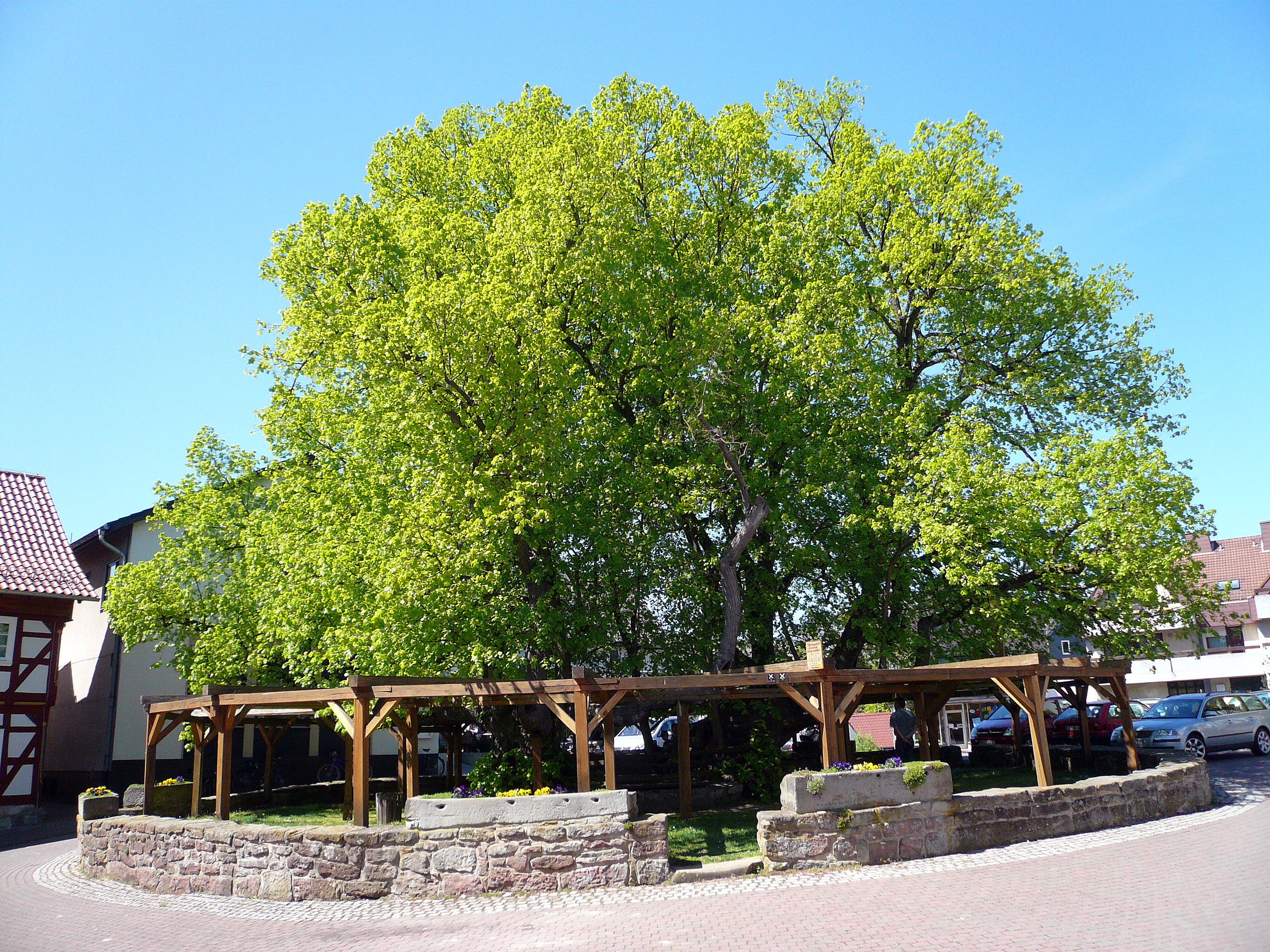
シェンクレングスフェルトのセイヨウシナノキ

- シェンクレングスフェルトの歴史的な墓地とユダヤ人墓地: シェンクレングスフェルトには1933年まで大きな独立したユダヤ人墓地があった。
- 旧ヘルスフェルト郡鉄道の機関車庫

### 自然文化財
旧マルクト広場に樹齢1000年を超えるセイヨウシナノキがある。ARD-放送ドイツの2007年4月23日に初めて放送された番組によれば、この木は樹齢 1120年で、ドイツで最も古い樹木である。

### 年中行事
- 町のヴァンダーマルクト: 旧クッペンレーナー・ラントマルクト
- 「セイヨウシナノキの花の祭」: 2年に1度、6月の週末
- 「セイヨウシナノキの下での夕べ」: 2年に1度「セイヨウシナノキの花の祭」と交替で行われる
- シェンクレングスフェルトの教会祭: 毎年7月/8月
- シェンクレングスフェルト民俗衣装と舞踊グループの村の夕べ: 毎年11月の土曜と日曜

## 経済と社会資本

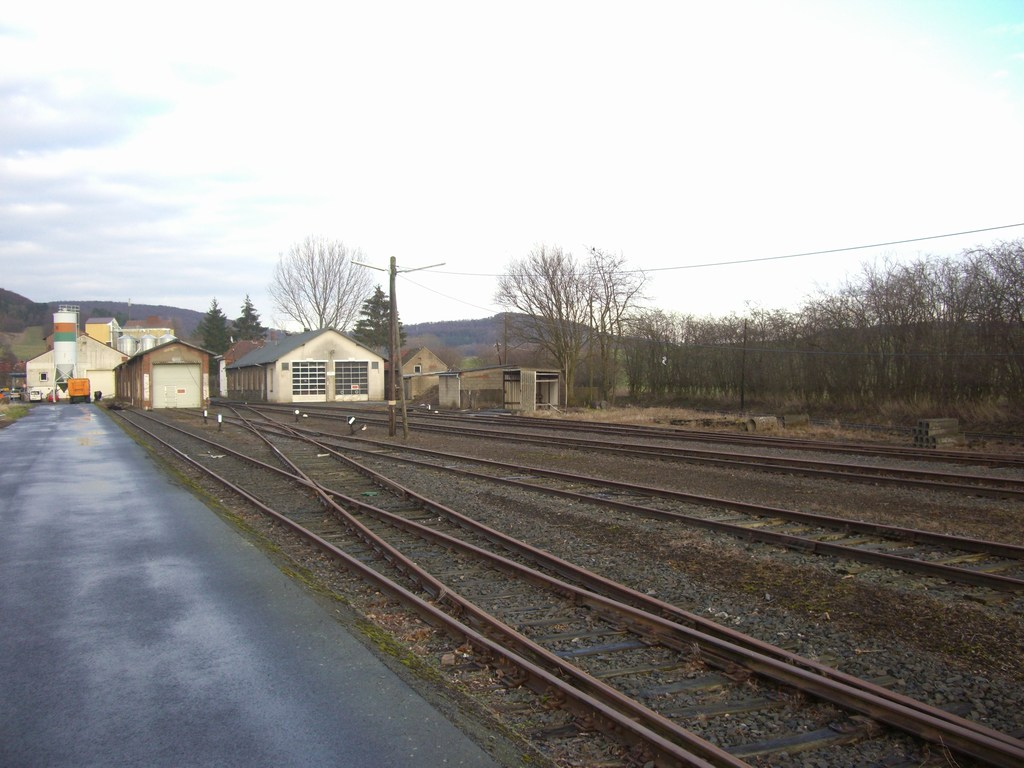
シェンクレングスフェルト駅の操車場

シェンクレングスフェルトは様々な州道を介して全国的な交通網につながっている。連邦道B62号線が町の北部をかすめて通っている。
公共旅客近郊交通については、ÜWAG バス GmbH によって340号線と345号線が運行されている。
鉄道バート・ヘルスフェルト - ハイムボルツハウゼン線（ゾルツタール鉄道）を運行する列車はない。バーンラートヴェーク・ヘッセンの一部であるゾルツタール自転車道がこの町を通っている。バーンラートヴェーク・ヘッセンは、ハーナウから旧鉄道路線を利用して、フォーゲルスベルク山地やレーン山地を通ってバート・ヘルスフェルトを終点とする全長約 250 km の自転車道である。

### その他の施設
町には、大きな町立体育館を併設した公民館がある。2010年からシェンクレングスフェルトに「ラジオ・ランデック」という名前のラジオ放送局がある。

## 出身者
- アウグスト・スピース（ドイツ語版、英語版）（1855年 - 1887年）アメリカ合衆国で活躍したジャーナリスト